# Ритц, Херб
Херб Ритц (англ. Herb Ritts; 13 августа 1952, Лос-Анджелес, США — 26 декабря 2002, там же) — американский фотограф, режиссёр видеоклипов. Известен в первую очередь благодаря чёрно-белым снимкам и эротическим фотографиям, вдохновлённым древнегреческой скульптурой.

## Биография
Родился в Лос-Анджелесе в семье Херба Ритца-старшего, владевшего мебельным бизнесом, и дизайнера интерьеров Ширли Ритц. Окончил колледж Барда в Нью-Йорке, где изучал экономику и историю искусств. После колледжа вернулся в Лос-Анджелес и работал торговым представителем фирмы своего отца.
В 70-е годы увлёкся фотографией. В 1978 году на автозаправке встретил красивого молодого человека и предложил сфотографировать его. Молодым человеком был будущий известный актёр Ричард Гир. Этот момент стал поворотным не только для Ритца, но и для Гира. Снимки с Гиром принесли фотографу первый хороший доход, и он решил заняться фотографией более серьёзно. Карьера же Гира в кино стала стремительно развиваться после того, как Ритц показал его снимки нескольким рекламным агентам.
В будущем судьба не раз сводила Ритца и Гира. В 1980 году Ритц снова снимал Гира — для рекламы фильма «Американский жиголо». А в конце 80-х он познакомил Гира с супермоделью Синди Кроуфорд, которая в 1988 снималась у него обнажённой для журнала «Playboy». В 1991 году Гир и Кроуфорд поженились, но четырьмя годами позднее развелись. В октябре 1998 Ритц снова фотографировал Кроуфорд обнажённой.
С 80-х годов фотограф активно сотрудничал с музыкантами, не только снимая их на обложки альбомов и синглов, но и ставя для них видеоклипы. Среди самых известных его работ того времени — обложки альбомов Оливии Ньютон-Джон «Physical» (1981) и Мадонны «True Blue» (1986). В 1991 году удостоен награды MTV Video Music Awards за клипы для Криса Айзека («Wicked Game») и Джанет Джексон («Love Will Never Do (Without You)».

## Смерть
Херб Ритц умер 26 декабря 2002 года от осложнений, связанных с пневмонией, которые, в свою очередь, были вызваны ослаблением иммунной системы. По признанию его близкого друга Стивена Хувейна, Ритц был ВИЧ-положительным, однако это никак не сказывалось на его повседневной жизни, а вид пневмонии, от которого он умер, не являлся видом, сопутствующим СПИДу (pneumocystis pneumonia).

## Личная жизнь
Учась в колледже, Ритц признался родителям, что он гей, и встретил у них понимание и поддержку. В целом о его личной жизни известно очень мало.

## Персональные выставки
Посмертные
- «На свету» (Москва, Мультимедиа Арт Музей, 19 мая—30 августа 2015, в рамках фестиваля «Мода и стиль в фотографии—2015»[6].
- Herb Ritts: The Rock Portraits, Chrysler Museum of Art, Норфолк, 24 июня — 18 сентября 2016.[7]
- Herb Ritts: The Rock Portraits, Rock and Roll Hall of Fame, Кливленд, 13 марта 2015 — февраль 2016[8][9]
- Herb Ritts, Museum of Fine Arts, Бостон. 14 марта — 8 ноября 2015[9][10]
- Herb Ritts: Super, Hamilton’s Gallery, Лондон. 25 ноября 2016 — 29 ноября 2017.[11]
- Herb Ritts: Super II, Hamilton’s Gallery, Лондон. 30 января — 10 марта 2017.[12]